# Amphilochus lacertus
Amphilochus lacertus is een vlokreeftensoort uit de familie van de Amphilochidae. De wetenschappelijke naam van de soort is voor het eerst geldig gepubliceerd in 2009 door Azman.